# وشت
وشت، روستایی از توابع بخش مرکزی شهرستان نهاوند در استان همدان ایران است.
یکی از آثارملی ثبت شده دراین روستا،تپه قلعه وقبرستان قدیمی این روستا میباشد که قدمت تاریخی آن رامربوط به عصر برنز-آهن گزارش کرده اند.که در سال ۸۷ درمجموعه آثارملی ثبت شده است
شغل مردم روستا دامپروری وکشاورزی میباشد.نام خانوادگی اکثر ساکنین روستا، مولوی وافراسیابی میباشد.

## جمعیت
این روستا در دهستان گاماسیاب (نهاوند) قرار دارد و براساس سرشماری مرکز آمار ایران در سال ۱۳۹۵، جمعیت آن ۱۷۳ نفر (۶۱خانوار) بوده‌است.
روستای وشت در حدودا 20 کیلومتری شهرستان نهاوند(جاده بروجرد نهاوند) واقع شده است این روستا جای دنج وخوش آب وهوایی است در دل کوه وبه صورت دشت است.کاملا بکر مردمانی غیور ودلپاک واصیل ایرانی نسل واقعی آریایی 
این روستا با توجه به جمعیت کم آن که حدود 200 نفر است 16 شهید گلگون کفن را در جبهه های حق علیه باطل تقدیم این مرز وبوم کرده است .وهمچنین اکثر ساکنین وخانواده ها جز خانواده جانبازان وایثارگران عزیز می باشند
اکثر نام خانوادگی مردم این روستا (مولوی- افراسیابی-...)می باشد
شغل دراین روستا دامپروری وکشاورزی است.بیشتر جوانان در این روستا به شهر وشهرستانها مهاجرت نموده اند.
خیلی از ساکنین این روستا که مهاجرت نموده اند دارای شغلهای اداری وسیاسی وعبادی وهمچنین رتبه های عالی ووالا نظامی در این مرز وبوم می باشند.
دارای قنات وچشمه های جوشان که نام بعضی از آنها(کوئر-پاممیر-سرو سر خر-چش کوره-گزه زار-چارشیرآلی-و....)
این روستا از همه امکانات زندگی برخوردار است(آب-برق-گاز-تلفن و...)

## جاذبه گردشگری

### دریاچه وشت
دریاچه وشت که در ورودی روستای وشت در جاده بروجرد به نهاوند قرار دارد بر اثر افزایش بارش نزولات آسمانی در فرودین سال 1398 در نهاوند  در محل یکی از معادن سنگ روستای وشت ظاهر شده است.بارندگی‌ها و پرآب شدن آب‌های زیر زمینی در روستای وشت شهرستان نهاوند باعث به وجود آمدن دریاچه در این منطقه شده که توجه زیادی را از نظر طبیعی به خود جلب کرده است.
گفته می شود عمق این در یاچه در برخی مناطق از۴متر تا ۱۰متر گزا رش شده است.این دریاچه به وسعت ۴ تا ۵ هزار متر مربع می باشد. 
طبق گفته کارشناسان آب این دریاچه آهکی است وخواص درمانی دارد.